# Filary Ziemi
Filary Ziemi (ang. The Pillars of the Earth) – historyczna powieść autorstwa Kena Folletta z 1989 roku. Książka opowiada o dziejach budowy monumentalnej katedry w mieście Kingsbridge w południowej Anglii. Historia ma miejsce na przestrzeni XII wieku, w okresie zwanym Anarchią z uwagi na polityczną zawieruchę spowodowaną zatonięciem Białego Statku z następcą tronu Anglii oraz morderstwem Tomasza Becketa - arcybiskupa Canterbury. Główny wątek wznoszenia świątyni niejednokrotnie stanowi również tło dla innych wątków powieści: walki o władzę nad krajem oraz trudnych losów społeczności średniowiecznej Anglii. Powieść jest wielowątkowa i łączy w sobie różną tematykę: historię, architekturę, intrygę, romans, obyczaj i religię. 
Przed publikacją powieści, Ken Follett znany był jako pisarz thrillerów. Powieść przyjęto z ogromnym entuzjazmem, jest ona najlepiej sprzedającą się pozycją pisarza, sam Follett uważa ją za swoją najważniejszą książkę.
Na podstawie powieści powstała gra planszowa Filary Ziemi wydana w Polsce przez wydawnictwo Galakta, miniserial, w którym wystąpili m.in. Ian McShane, Rufus Sewell, Matthew Macfadyen oraz Alison Pill, a także w 2017 roku gra komputerowa z gatunku wskaż i kliknij.
W październiku 2007 roku została wydana kontynuacja powieści nosząca tytuł Świat bez końca, zaś w 2017 r. opublikowano trzecią część cyklu pt. Słup ognia (A Column of Fire). W 2020 pojawiła się powieść pt. Niech stanie się światłość (The Evening and the Morning), której akcja poprzedza wydarzenia opisane w Filarach Ziemi o ponad wiek. W Polsce wszystkie cztery powieści zostały wydane przez wydawnictwo Albatros.